# Gonzeczky János

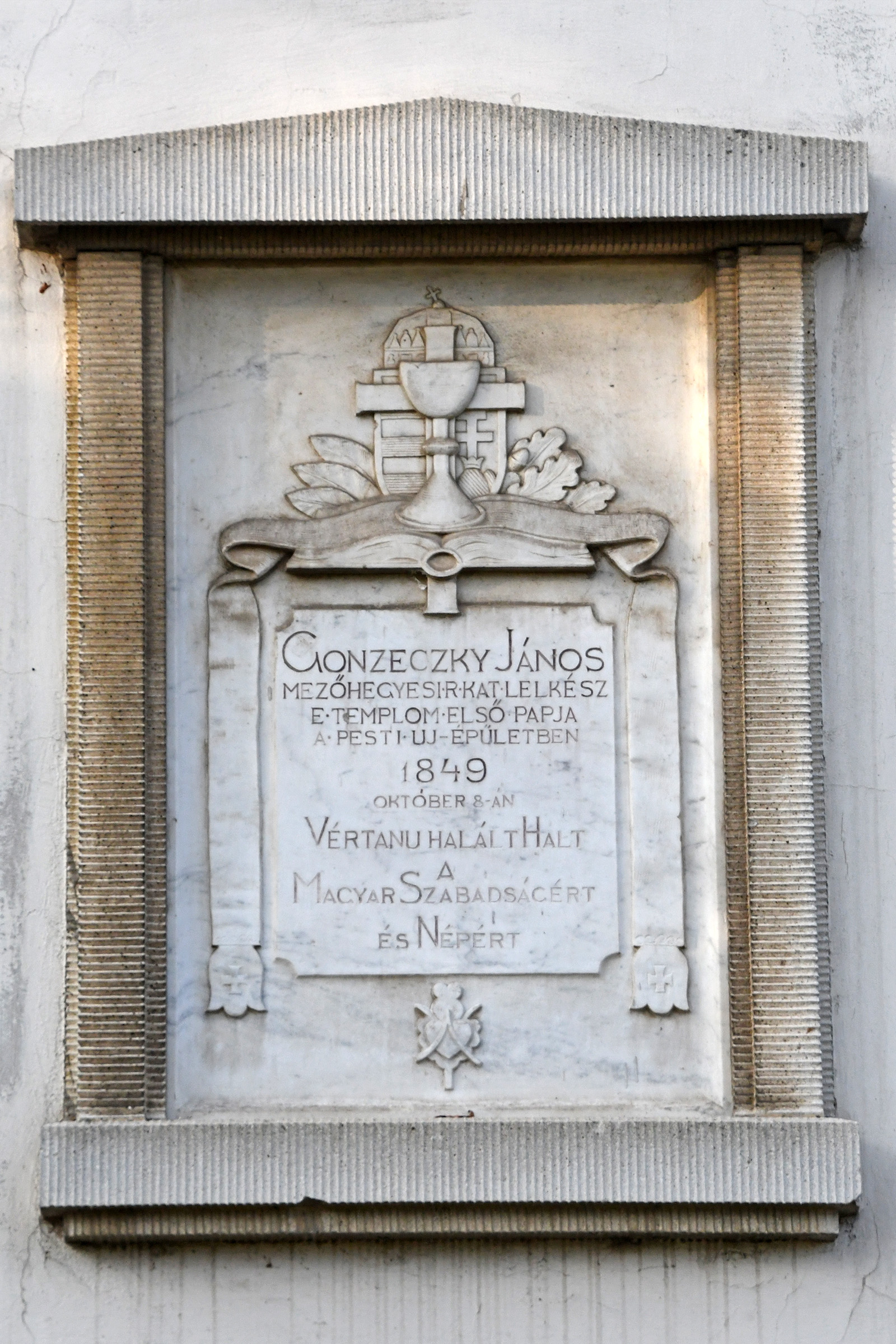
Gonzeczky emléktáblája a mezőhegyesi Szent György-templom falán

Gonzeczky János (Buda, 1803. november 4. – Pest, 1849. október 8.) tábori lelkész, az 1848–49-es forradalom és szabadságharc vértanúja.

## Élete
Gonzeczky katonacsaládba született, apja Gonzeczky Sebestyén lengyel származású, anyja, Czigler Rozina egy budai német polgár leánya volt. Lubsits Ignác, a budavári Nagyboldogasszony plébániatemplom plébánosa keresztelte meg.

## Pályafutása
Tanulmányait Máramarosszigeten és Szatmárnémetiben végezte, majd 1828. április 5-én Hám János szatmári püspök szentelte pappá. Rövid ideig káplánként szolgált Szatmárnémetiben, majd 1829. március 5-én a debreceni toborzási központú 39. Dom Miguel sorgyalogezred tábori lelkésze lett, ahol a legénység többsége magyar anyanyelvű volt. Saját kérésére, 1837. szeptember 30-án visszahelyezték a Szatmári egyházmegyébe, mivel tervbe vette az isteni szeretetről elnevezett zárdaszüzek szatmári letelepítését. A zárdaszüzek Johann Michael Leonhard apostoli tábori helynök 200 000 forintos adományából a közlegények és tizedesek leánygyermekeit nevelték volna. Gonzeczky javaslatára az intézetet Szatmárra helyezték, és kérésére Hám János püspök vállalta el annak felügyeletét. A nemes cél érdekében a város egy 3965 négyszögöl nagyságú telket, 10 000 forintot és építőanyagot adományozott, illetve Hám és Leonhard közbenjárásának eredményeképpen a bécsi haditanács is beleegyezett az építkezésbe, melynek munkálatait éppen Gonzeczky felügyelte. A tábori lelkész eközben gimnáziumi tanítóként is tevékenykedett.
1842. február 26-án visszatért a hadsereg kötelékébe. Előbb a 2. Lajos bajor király dragonyosezrednél, majd 1844. május 24-én a mezőhegyesi Császári és Királyi Ménesintézetnél helyezték el. Utóbbi helyszínre június 17-én érkezett meg, és azonnal munkához látott: leltár szerint átvette a kápolnát és az misetartáshoz szükséges eszközöket, illetve az év végére elkészítette a protokullumok kimutatását is. Mezőhegyesen 1785-től, a ménesintézet megalapításától kedve teljesítettek szolgálatot a tábori lelkészek. Gonzeczky idején a parancsnoki épületben található kápolnában tartották a szentmiséket, azonban a népességnövekedés szükségessé tette egy templom megépítését. Ennek építése 1844. március 16-án kezdődött meg Ferdinand Handl építész tervei alapján, és 1845-ben már be is fedték a klasszicista épületet. A templom benedikcióját (megáldását) 1846. június 12-én Gonzeczky végezte el, és rá hárult felszerelésének a feladata is. Az oltárkép a templom patrónusát, Szent Györgyöt ábrázolja, melynek megfestését Pesky József pesti akadémiai tanárra bízta, illetve Bécsből hozatott berendezési tárgyakat. Az orgonát a neves aradi orgonaépítő, a Wegenstein Lipót és Fiai Orgonagyár készítette.
Gonzeczky mezőhegyesi papként folyamatosan anyagi nehézségekkel küzdött és feletteseit levelekben kérte a plébánia segélyezését. A megnövekedett kiadások (a rossz egyházi ruhák, misekellékek lecserélése) fedezésére híveit is buzdította, és bevezette a templomi perselyezést. Mélyen vallásos, az egyházi törvényeket tisztelő pap volt, amiről az egyházi anyakönyvek és számadások pontos vezetése is tanúskodott. A helyi iskolában folyó oktatásra is odafigyelt, ő tartotta a hittanórákat. Mivel környezetében számos idegen anyanyelvű katona is volt, nem csak magyarul, hanem németül és csehül is felolvasta az evangéliumot. Czigler Ignác tábori főpap egy 1846-ban kelt jellemzésében megemlítette, hogy állásának betöltéséhez elégséges képességekkel és megfelelő képzettséggel bír, és a magyar, német és latin mellett valamennyire beszéli a román és az olasz nyelvet is. A jellemzés kiemeli, hogy erkölcsös életmódja mellett nagy hangsúlyt fektet a lelkipásztori munkára: foglalkozik a betegekkel, hittanra oktatja a gyerekeket, a mindig megtartott prédikációi pedig érthetőek a hívek számára.

### 1848–49-es forradalom és szabadságharc

#### Forradalmi tevékenysége
Az 1848-as forradalom hírei Mezőhegyesre is eljutottak, azonban azt a többnyire idegen ajkú tisztikar nem fogadta lelkesen, és egyre halogatták a magyar alkotmányra való eskütételt. Végül októberben – a Pesti Hírlap egy 1848. november 5-ei beszámolója szerint – Sántha Sándor Csanád megyei másodalispán felmérte a ménes földrajzi helyzetét, illetve a magyar kormánnyal szembeni ellenállás lehetséges következményeit, és 12 nemzetőrrel Mezőhegyesre ment, ahol a tisztikart báró Friedrich Boxberg parancsnokhoz gyűjtötte, majd felszólította őket, hogy esküdjenek fel az alkotmányra. Az erélyes felszólításra a császári katonák megesküdtek az alkotmányra, és kitűzték a nemzeti lobogókat is. Ennek ellenére a tisztikar érzelmei alig változtak, mert egy decemberi jelentés arról tájékoztatta Kossuth Lajost, hogy a mezőhegyesi tisztek osztrák érzelműek, fegyvert rejtegetnek, illetve román és ruszin katonákkal váltják fel a magyarokat. Kossuth közbelépésre Boxberg ezredest nyugdíjazták és a ménes parancsnoki tisztsége Pándy Samu honvéd ezredes kezébe került. Gonzeczky már kezdetektől fogva a forradalom pártjára állt, amiért a császárpárti legénység gyakran panaszkodott. A pap 1848 decemberében elhagyta a misék végéről a császárért való imádkozást, amit egy hazafias imádsággal váltott fel. 1849 márciusától a következő imát mondta a mise közben:
Ó Isten! Te, aki atyai szeretettel őrködsz a népek küldetése fölött, tekints végtelenül irgalmas szemeddel fenyegetett hazánkra! Nyújtsd ki hatalmas kezed határaink fölé és add, hogy háborítatlan békében megőrizzük földjeinket, amelyeket jóságod által atyáink megtartottak számunkra és a Te szent nevedben vívott harcokban oly sok évszázadon át hűen megőrizték; ahol szüleink, rokonaink, és barátaink földi maradványai nyugszanak és angyalod ébresztő szózatára várnak. Engedd meg, hogy az ellenséges fegyverektől szorongatott gyermekeid sóhajtása eljusson hozzád, tekints le a nyomorúságra, amely testvéreink ezreit nyomasztja; és arra az ártatlan vérre is, amely igazságos ítélőszékedhez bosszúért kiált! Szemeid tiszták, nem tekinthetnek a gonoszra, nem tűrik az álnokságot. Szégyenítsd meg az önkényt, amely azért kelt fel ellenünk, hogy a törvényt, az igazságosságot és a szabadságot szétzúzza! Áldd meg azokat az embereket ennek a szándéknak a lelkületével, akik a mi ügyünket szolgálják ezekkel a nehézségekkel teli napokban, és feljebbvalóinkat, hogy ők mindenben ezen igazságosság szerint cselekedjenek! Te Isten vagy, a seregek leghatalmasabb Ura. Vezesd, erősítsd és bátorítsd a mi igaz ügyért harcoló csapatainkat, légy Te az ő erejük és védelmezd őket a harcok napjaiban! Add, hogy nemsokára felvirradjon felettünk a győzelem örömteli napja, azért, hogy nyugalom uralkodhasson és hogy életünk végéig békés szívvel szolgáljunk Téged, Istenünk, és dicsőíthessük hatalmas nevedet, mindörökkön örökké, ámen.”
1849. január elején a szószékről felolvasta Kossuth december 22-ei kiáltványát, melyben Magyarország népeit általános népfelkelésre szólítja fel. Februárban egy szentmisén úgy nyilatkozott, hogy „átkozott legyen az, aki az osztrák dinasztiának engedelmeskedik.” A húsvétot megelőző nagyböjtben 878 hívét gyóntatta meg, és a húsvéti szentmiséken összesen 1263 fő vett részt. Április 15-én, a húsvétot követő első vasárnapon arról prédikált, hogy „a bűnös uralkodóház beküldte bérenceit az országba, azért hogy raboljanak, fosztogassanak és hogy testvéreinket megöljék.” A császárpártiakat fenyegető beszédében többek között elhangzott: „átkozottak legyenek azok, akik a magyar szabadság elnyomására törekednek és a bűnös dinasztiához ragaszkodnak”, (...) „azok, akik a magyarok ügyének ellene szegülnek”, „átkozott legyen a gyermek az anyaméhben, amelyik nem a magyarokkal tart.” Április végén a szószékről kihirdette a függetlenségi nyilatkozatot, majd egy beszédében kiemelte Magyarország függetlenségének fontosságát. Bár a szabadságharc pártján állt, egy április 21-én kelt jelentésében felszólalt a magyar nyelvű ügyvitel ellen, amit elöljárói elutasítottak, mondván, hogy Gonzeczky már kellően jártas a magyar nyelvben.
Gonzeczky és Karl Zappel, horvát származású császárhű őrmester közötti ellenséges viszony 1849 májusában kiéleződött. Az altiszt igyekezett a pap prédikációit hatástalanítani (pl. a templom kórusáról a császár üdvéért egy imádságot kezdett énekelni), ezért Gonzeczky egy vádiratot állított össze, amelyben összefoglalta vétkeit. A vádirat szerint Zappel azt mesélte az általa oktatott gyerekeknek, illetve katonáinak, hogy az oroszok bejöhetnek Magyarországra és Mezőhegyesre is. Egy másik vádpont szerint arról beszélt, hogy Radetzky tábornagy elfoglalta Magyarországot, illetve cáfolta Buda bevételének hírét. Több alkalommal nyilvánosan állította, hogy a magyarok szabadságharca elbukik és az osztrákok fognak győzni, és a honvédek közé sem lépett át. Emellett Pest visszavételét sem ünnepelte örömmel. A vádak alapján Zappelt letartóztatták és a szegedi rögtönítélő törvényszék elé állították. Szabadulására és a haláltól való megmenekülésére csak a hadjárat végeztével és az Habsburgok győzelmével került sor. Zappel és Gonzeczky már Boxberg ezredes eltávolításakor is rossz viszonyt ápoltak egymással. A nyugalmazott ezredes a magyar kormánytól engedélyt kapott, hogy sértetlenül Bécsbe utazhat, miután aláír egy nyilatkozatot, melyben kijelenti, hogy a magyar kormány ellen sohasem fog fegyvert. Ennek ellenére Boxberg továbbra is Mezőhegyesen tartózkodott, és gyakran felemelte szavát a magyar kormány, illetve a függetlenségi nyilatkozat ellen. Végül tevékenysége Kossuth tudomására jutott, aki azonnal eltávolíttatta Mezőhegyesről.
Az orosz beavatkozás idején a lelkészeknek 1849. május 27-től kezdődően meghatározott napokon körmeneteket és szentbeszédeket kellett tartani, június 6-án pedig országos böjtöt tartottak. Horváth Mihály vallás-, és közoktatási miniszter rendeletének Gonzeczky is eleget tett, és júniusban öt körmenetet tartott. Ezeken a magyarok győzelméért imádkoztak, illetve minden alkalommal felolvasta a cári hadsereg elleni keresztes hadjáratra felszólító kiáltványt és Horváth Mihály forradalmi szellemű imádságát is. Magyarbaráti és forradalmi érzelméről maga Gonzeczky is említést tesz leveleiben.
A forradalom és szabadságharc ideje alatt Gonzeczky anyagi helyzete nem sokat változott, bár fizetéséből nem vontak el, a misékhez szükséges támogatást azonban már nem folyósították. A hadügyminisztérium 1849. április 23-án kelt parancsa értelmében megemelték fizetését (780 ft/év), ami egy hadnagy bérével egyezett meg, illetve iskolai oktatóként is kapott bizonyos juttatást. Június 25-én, hosszas egyeztetés után a hadügyminisztérium hozzájárult a misékhez szükséges anyagiak folyósításához. A háború alatti nehézkes élelmiszerellátás, drágaság és ínség miatt kérvényezte felmentését a böjti hústilalom alól. Mivel a tábori lelkészi szolgálat a szükséges egyházi felhatalmazások híján szerveződött meg, Mednyánszky Cézár tábori főlelkész Gonzeczkyt kérésének teljesítése érdekében a csanádi püspöki helynökséghez irányította.
Gonzeczky 1849. augusztus 6-án és 7-én még egyházi szolgálatait végezte, majd ezt követően elfogták és letartóztatták. Scheffer Ferenc egykori mezőhegyesi plébános kutatásai arra a következtetésre jutottak, hogy a papot Pándy Samu jelentette fel, hogy önmagát megmentse. Ez azonban aligha felel meg a valóságnak, mivel Gottschlig cs. kir. százados 1849. június 21-ei jelentéséből kiderül, hogy a Mezőhegyesre visszatérő Boxberg ezredes nevezte meg Gonzeczkyt mint magyar érzelműt. Boxberg egy osztály lovassággal augusztus 8-a környékén visszafoglalta a ménest, majd Haynau parancsára megnevezett három magyar érzelműnek tartott embert: Johann Wárady főhadnagyot, dr. David Wachtel főorvost és Gonzeczky Jánost. Gottschlig jelentésére támaszkodott a vizsgálatot vezető Schönbach hadbíró százados is, tehát a hadbírósági iratok egyértelműen bizonyítják, Haynau parancsára került sor.

#### Pere és kivégzése
Gonzeczky ügyében V. Ferdinánd Schönbrunnban kelt, 1848. október 3-án kibocsátott manifesztumára alapozták a jogi megtorlást. A császári hatóságok szerint mindenki, aki ezt követően a magyar hatóságoknak engedelmeskedett, az pártütőnek és hazaárulónak számított. A szabadságharc alatt már megkezdődött a megtorlás, de a honvédség fegyverletételét követően tömegessé vált a császársággal szembeszegülők elítélése. A megtorlás alapelveit Haynau 1849. július 1-jén, Győrben kiadott kiáltványa fektette le, és ebben rögtönítélő haditörvényszékek felállításáról rendelkezett. Ezek hatásköre egyaránt kiterjedt a katonákra és a civilekre is, és azok körét is meghatározta, akikkel szemben eljárást kellett kezdeményezni. Így szinte mindenki, aki nem támogatta a császári és királyi erőket, illetve azok szövetségeseit, az büntethetővé vált. Gonzeczky és más lelkészek esetében elsősorban a felségsértő beszédek és cselekmények elkövetését vizsgálták a bíróságok, amit halállal büntettek. Haynau eredeti szándéka, miszerint a magyar honvédségben szolgáló egykori császári és királyi tiszteket kivégezteti, a tábori lelkészekre is vonatkozott, mivel őket is a tisztek között tartották számon. Az osztrák minisztertanács azonban augusztus 20-i határozatával némileg megkötötte a táborszernagy kezét. Ebben arra utasították, hogy a meghozott ítéleteket ne hajtassa azonnal végre. Haynau augusztus 31-én négy kategóriába sorolta a hadbíróság elé idézendőket: honvéd tábornokok; kormánytagok, illetve a trónfosztásban kulcsszerepet játszó személyek; a honvédségben szolgált volt cs. kir. tisztek; mindazok, akik 1849. április 14-ét követően a magyar kormány mellett kiemelkedő tevékenységet fejtettek ki. Időközben megalakították a 18 vésztörvényszéket, ahol az eljárásokat lebonyolították. A megtorlás legerősebb hulláma 1849. október 6-án kezdődött, amikor kivégezték gróf Batthyány Lajost. Ennek a megtorlási hullámnak vált részesévé Gonzeczky is, akit a pesti hadbíróság elé állítottak. A pesti cs. kir. rendkívüli haditörvényszéket 1849. augusztus 12-én állították fel, és a mezőhegyesi papot már augusztus 13-án vizsgálati fogságba helyezték a pesti Újépületben.
Ügyében először 1849. augusztus 24-én tettek vallomást, melyben Karl Müller lovaskapitány felidézte Gonzeczky 1849. április 15-én elhangzott prédikációjának súlyosan felségsértő sorait, amelyben átkozottaknak nyilvánította az osztrák dinasztia híveit. Ezután a Karl Zappel őrmester szeptember 9-én kelt írásbeli vallomását vizsgálta meg a bíróság. A vallomás szerint a pap rokonszenvezett a forradalom ügyével, de „rebellissé” csak Boxberg báró leváltása és Pándy kinevezése után vált. Ekkor elhagyta az uralkodóért mondott imádságot, amit egy hazafias imádsággal pótolt, önként kihirdette az 1849. április 14-i trónfosztást és megfenyegette a magyarok ellenségeit, megszólta Zappel őrmestert, amikor az a kórusról a császárt éltette. Zappel megemlíti, hogy igyekezett Gonzeczky beszédeit hatástalanítani, amiért meg kellett szenvednie: május 15-én a pap vádjai alapján letartóztatták és a magyar forradalmi bíróság halálra ítélte. A vallomás ezen része perdöntő volt, mert Haynau rendeletei szerint haditörvényszék elé kellett állítani azokat, akik egy császárhű alattvalót a magyar bíróságok előtt feljelentettek. 1849. szeptember 14-én Gonzeczky ellen vallott az ugyancsak vádlott Johann Wárady főhadnagy is. Elmondása szerint a mezőhegyesi lelkész prédikációiban a magyarok mellett nyilatkozott. Felidézte az ominózus, Répásy Mihály honvédtábornok jelenlétében tartott februári misét és annak felségsértő mozzanatait, illetve megemlítette, hogy a vádlott újságokból is olvasott fel kiáltványokat. Gonzeczky másik vádlott társa, dr. David Wachtel főorvos viszont nem vallott ellene. Szeptember 15-én azt állította, hogy Gonzeczkyvel, akivel szolgálaton kívül csak ritkán találkozott, nem állt közelebbi kapcsolatban, illetve foglalkozása nem engedte meg a templomlátogatást, ezért prédikációkról sem tud nyilatkozni. Ugyanazon a napon hallgatták ki először Gonzeczkyt, aki elmondta, hogy 1849 július elején Répásy parancsára misét mondott és az utasításnak megfelelően a szabadságról beszélt, melyet úgy értelmezett, hogy megszűnt a földesuraknak való alávetettség, de a dinasztiát egy szóval sem említette a prédikációban. Beismerte, hogy február elején is prédikált, azonban akkor sem említette a császárt. Kossuth kiáltványának felolvasását elismerte, de mentségéül felhozta, hogy Pándy parancsára cselekedett. Elismerte a Horváth Mihály-féle rendeletek részbeni teljesítését is, de hangsúlyozta, hogy az előírásoktól eltért, és Horváth forradalmi imádságát sem imádkozta el. Azt is megemlítette, hogy a proklamációkat a lehető leggyorsabban olvasta fel, hogy mihamarabb végezzen velük. Szeptember 30-án Karl Zappel őrmester szóban is megerősítette írásos vallomását, és megemlítette, hogy a vádlott minden vasárnap, illetve ünnepnapon a magyar fegyverek győzelméért imádságot mondott. Szó szerint felidézte a trónfosztás és a függetlenség kihirdetését követő prédikáció felségsértő gondolatait. Ugyanakkor emlékezett a Répásy jelenlétében bemutatott misére is, illetve újra felidézte a magyar hatóságok vele szemben lefolytatott eljárását is. 1849. október 1-jén más tanúkat (Anton Baumgarten, Franz Wippler és Josef Mayer hadnagyok, Johann Haikelberg közlegény, Ferdinand Handl építész) is kihallgatott a bíróság. A tanúk ugyancsak a felségsértés tényét állították, illetve megemlítették a magyar győzelem érdekében tartott körmeneteket is. Ferdinand Handl építész megerősítette a terhelő vallomásokat és újabb adatokkal egészítette ki azokat. Elmondása szerint a lelkész valamennyi prédikációjában a lázadó kormány iránti engedelmességre biztatta hallgatóságát. Ezt követően átnyújtotta a Gonzeczky hazafias imádságának egy példányát, és elmondta, hogy a vádlott a magyarok győzelméért imádkozott, és öt körmenetet tartott.
Ezután a vádlott és a tanúvallomások szembesítése következett, amit 1849. október 2-án ejtettek meg. Miután ismertették a pappal Müller, Wárady és Wippler egybehangzó vallomását, továbbra is kitartott korábban tett vallomása mellett, melyben tagadta, hogy a dinasztiát sértő kifejezésekkel illette volna. Beismerte, hogy 1848. december végétől elhagyta a császárért való imádságot, amit Johann Michael Leonhard tábori püspök imádságos könyvéből vett imádsággal cserélt fel. A Handl által bizonyítékként benyújtott imának elmondását is beismerte. Elmondása szerint az egy aradi futár útján, nyomtatott formában érkezett hozzá, és azért imádkozta el a szentmisék után, mert azt mondták neki, hogy az országszerte ezt imádkozzák.  Miután felmutatták neki a Pester Zeitung december 29-i számát, elismerte a Kossuth-féle proklamáció felolvasását is, de hangsúlyozta, hogy magyarázatokat nem fűzött hozzá. Ugyancsak tagadta Horváth Mihály proklamációjának magyarázatokkal való ellátását, amikor azt két alkalommal felolvasta. Beismerte, hogy négy körmenetet is tartott, de azokon nem a népfelkelésért, hanem csak a békéért imádkozott. Miután felolvasták neki Zappel és Handl vallomását, beismerte, hogy miután tudomást szerzett az őrmester osztrákbarát nyilatkozatairól, jelentette azt Pándy ezredesnek, aki parancsot adott a vádirat összeállítására. Elismerte, hogy bűnös az őrmester letartóztatásában, de hangoztatta, hogy nem számolt a következményekkel. Tagadta, hogy kihirdette és magyarázta volna a trónfosztást. Handl és Zappel vallomásának felolvasása után hamis tanúskodással vádolta meg őket. Végezetül beismerte, hogy a császárt éltető Zappelra rászólt, de elmondása szerint ezt azért tette, mert a ménesintézet kompromittálódásától tartott. Miután ismét szembesítették a tanúk vallomásával, még mindig tagadta a felségsértés bűntettét, és tagadta, hogy a trónfosztással kapcsolatban valamit felolvasott volna. Vallomásához végül hozzátette, hogy a felkelők parancsára olvasta fel a két proklamációt és tartotta meg a kifogásolt prédikációt.
Schönbach hadbíró 1849. október 3-án összegezte a tanúvallomások alapján rekonstruálható tényállást, majd megállapította, hogy a vádlottat az 5. haditörvénycikk és Mária Terézia törvénykönyve 6. §-ának 3. artikulusa szerint felségsértés bűntettében vétkesnek találták. Elutasította Gonzeczky védekezését, és úgy vélte, tekintetbe lehetett volna venni, ha a vádlott pusztán csak parancsot teljesített volna, de a tanúvallomások azt mutatták, hogy ez a puszta parancsteljesítésen jócskán túlment. Súlyosbító körülményként vette figyelembe eddigi állását is. Mindezek alapján kötél általi halálbüntetést javasolt, az ilyenkor automatikusan felmerülő vagyonelkobzással együtt. A hadbíróság 1849. október 5-én egyhangúlag jóváhagyta az előterjesztést.

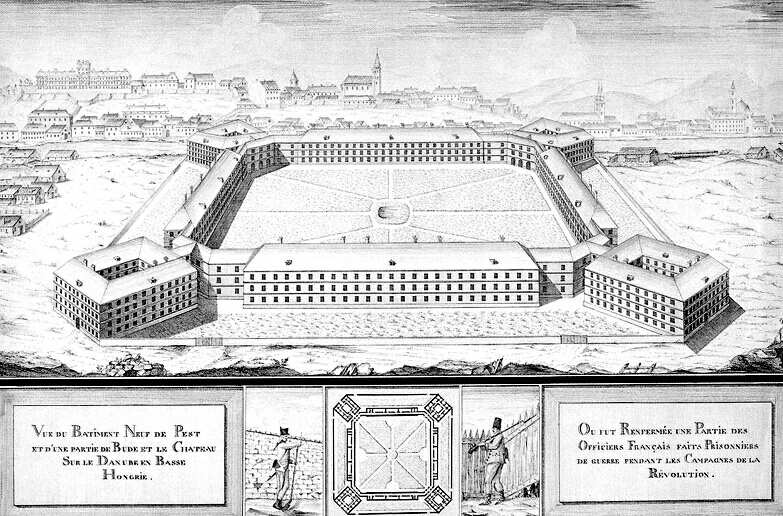
Gonzeczky kivégzésének helyszíne, a pesti Újépület

Az írott forrásokban és a közbeszédben számos legenda keringett Gonzeczky utolsó napjairól. A Budapesti Hírlap 1889. november 3-i számában részletesen leírja a halálos ítélet körülményeit: „Haynau környezetében senki nem volt, aki még csak megközelítőleg pártját fogta volna bármely felekezetű lelkésznek... [Haynau] Gonzeczky mezőhegyesi kincstári lelkészt Temesvárról ismerte, ahová rendesen évenkint több ízben lejött. Midőn a főhadbíró, Nedelkovich Euthym Gonzeczky halálos ítéletét megerősítés végett elhozta, Haynau sokáig vonakodott, s azt akarta, hogy a pör újból tárgyaltassék. Ezt pedig nem azért kívánta, mintha Gonzeczkyt megsajnálta volna, hanem leginkább azért, hogy szegény ember halálos félelme még tovább tartson. Végre a hadbíró érvei győztek.”
A leírással ellentétben az ítéletet nem Haynau, hanem Johann Kempen altábornagy erősítette meg október 6-án, és golyó általi halálra enyhítette. Az ítélet végrehajtása előtti utolsó óráiban Gonzeczky bátorságról és lelki nyugalomról tett tanúbizonyságot. A siralomházból egy császári katona közreműködésével egykori ordináriusa, az akkor éppen Pesten tartózkodó Hám János szatmári püspök közbenjárását kérte. A Bécsből Szatmárra hazatérő Hám a pesti szervita rendházban szállt meg, amikor eljutott hozzá a kétségbeesett üzenet: „Jézus szent nevére kérem excellenciádat, mentse meg életemet. Gonzeczky.” A püspök oldalkanonokjával kihallgatásra jelentkezett Haynaunál. A táborszernagy átvette ugyan a kegyelmi kérvényt, de Gonzeczky életét nem volt hajlandó megmenteni. A sikertelen szabadulási kísérlet torz formában tükröződik vissza Kacziány Géza leírásában, mely szerint a megkegyelmezés reményében a császári hatóságok egy levelet csaltak ki Gonzeczkytől. Ebben híveit a császár iránti hűségre ösztönzi és magát félrevezetett áldozatként tünteti fel. Kacziány szerint az osztrákok ezt a levelet kinyomtattatták és magyar, illetve német nyelven terjesztették. Spira György 1998-ban felújította ezt a koncepciót, azonban ő nem beszélt az állítólagos levél kinyomtatásáról. A levél létezése azonban kétséges, mivel sem írott sem nyomtatott formában nem maradt fenn példánya, illetve a császári és királyi hatóságok nem foglalkoztak egykori forradalmároktól kicsikart hűségnyilatkozatokkal. Maga Gonzeczky sem utalt erre vallomásában és a mezőhegyesi plébánia levéltárában sincs semmilyen nyoma az iratnak. 1849. október 8-án kelt levelében a III. hadseregparancsnokság rendőri ügyosztályának elöljárója, Podolsky részletesen beszámolt a kivégzésekről. A forrás szerint a mezőhegyesi tábori lelkész rendkívüli lelki erővel bírt, jóízűen evett és ivott. A vesztőhelyen egy percekig tartó beszédet mondott, melyben igazságosnak mondta a rá kiszabott ítéletet, hangoztatta, hogy a bírónak nem szabad emiatt aggályoskodnia és beismerte, hogy a „korszak rajongása magával ragadta.” Végezetül a dinasztiához fűződő hűségre intette a jelenlevőket. Október 13-i számában a Pressburger Zeitung is megerősíti Podolsky leírását. A lap szerint Gonzeczky „kiszolgált katonához méltó bátorsággal” halt meg, hiszen nem engedte, hogy szemeit bekötözzék. Boross Mihály, illetve Mezősy László is közölt néhány részletet kivégzéséről. Boross 1880-ban kiadott kötetében egyértelműen Pándyt okolta Gonzeczky letartóztatása és kivégzése miatt. Szerinte Pándy a világosi fegyverletétel után is meg akart maradni állásában, ezért magát mentendő feljelentette a papot, az orvost és Wárady főhadnagyot. Boross leírásában a vádlott bámulatos eréllyel védte magát, azonban egy szembesítés során Pándy szemébe mondta a vádakat, ezért halálra ítélték. Gonzeczky „hevesen kitört a kétszínű feladó s igazságtalan ítélet ellen, s kivégzéséig roppant felindulásban maradt. Midőn halálra vitelekor az alsó folyosón végig ment, felkiáltott a felső emeletre: »Isten veletek társak! Néhány perc múlva egyesülök Streithel!«” A periratok egyértelműen bizonyítják Boross leírásának téves voltát, mert az egykori ménesparancsnokot nem is idézték be az eljárás során. Pándy árulására azonban Mezősy László is utalt 1892-ben megjelent visszaemlékezésében. Mezősy elítéltetése előtt sokat beszélgetett a pappal, aki egy alkalommal azt mondta neki: „Pándy Sámuel ezredesem... nem fog idekerülni mihozzánk.” Mezősy továbbá így írt: „Vasárnap este beeresztett hozzá a profosz búcsúzni; egy új koporsó volt a szobájában. »Megcsináltattam magamnak koporsómat, volt egy kis pénzem, legalább ne heverjek, mint állat, takaró nélkül«. Beszélgettünk, búcsúztunk vagy egy fél órát, igen nehezen eresztett el, de reám nézve kínos volt a további időzés. »Köszöntse Pándy ezredest odahaza barátom.« Ez volt utolsó szava, s elváltunk örökre.” Két óra körül, amikor fegyveres kíséretével utolsó útjára indult az elítélt tábori lelkész, megkocogtatta zárkájuk kis ablakát, de Mezősynek nem volt lelki ereje megszólalni, így a halálraítélt csak zárkatársával beszélhetett: „»Én már három óra múlva nem leszek az élők közt, köszöntse a foglyokat, köszöntse lakótársait, szerettem volna még Mezősyvel is beszélni.«” – mondta Gonzeczky.
1849. október 8-án hajnali öt óra körül az Újépület udvarán sortűz végzett Gonzeczkyvel.
Tragédiáját több tényező egybeesése okozta. A ménesintézet császárhű tisztikarával szemben a szabadságharc határozott és elkötelezett híve volt, melyet prédikációi és imádságai is bizonyítottak, és esetében nem pusztán parancsteljesítésről, a magyar kormány rendeleteinek felolvasásáról volt szó. Ebből adódott a Zappellel való konfliktusa is. Kedvezőtlenül érintette perének alakulását, hogy az átlagosnál hamarabb került Haynau kezébe, és a bírósági vizsgálat alatt magányosan harcolt az ellene felhozott vádak ellen, melyeket fokozatosan be kellett ismernie. Passzív védekezése miatt tanúkra lett volna szüksége ahhoz, hogy megmenekülhessen. Emellett a vizsgálatot vezető Schönbach hadbíró az enyhítő körülmények egy jelentős részét nem méltányolta, pedig hasonló eljárások esetében más hadbírók a vádlottak korábbi dinasztiapárti prédikációit, vagy a fennállott kényszerhelyzetet is figyelembe vették. Ugyanakkor a per során nagy szerepe volt a korábban Gonzeczky miatt elítélt Zappel, illetve Haynau bosszúvágyának is. Utóbbi élhetett volna kegyelmezési jogával Hám közbenjárását követően, azonban a magyarországi forradalmi szellem elnyomását fontosabbnak tartotta.

## Emlékezete
Halála után egykori egyházmegyéjében nem feledkeztek a tábori lelkészről. Szepessy Sámuel máramarosi főesperes eljuttatta Hám János szatmári püspökhöz Gonzeczky utolsó levelének másolatát, amelyben kérte édesanyját és paptársait, hogy imádkozzanak érette. Ennek szellemében Hám 1849. október 16-án kelt körlevelében kérte papjait és híveit, hogy imádkozzanak Gonzeczky lelki üdvéért.
- 1941-ben a mezőhegyesi Szent György-templom falán márványból készült emléktáblát állítottak tiszteletére.[2]
- 1999. október 6-án a szatmárnémeti Zárda–templom falán felavatták emléktábláját, amely azóta az október 6-ai megemlékezések elsődleges városbeli helyszíne.[9][10]